# Ninghai (sockenhuvudort)
Ninghai (kinesiska: 宁海, 宁海街道) är en sockenhuvudort i Kina. Den ligger i provinsen Shandong, i den östra delen av landet, omkring 420 kilometer öster om provinshuvudstaden Jinan. Antalet invånare är 96 301. Befolkningen består av 49 070 kvinnor och 47 231 män. Barn under 15 år utgör 12,0 %, vuxna 15-64 år 80 %, och äldre över 65 år 7,0 %.
Runt Ninghai är det tätbefolkat, med 982 invånare per kvadratkilometer. Närmaste större samhälle är Yantai, 18,0 km nordväst om Ninghai. Trakten runt Ninghai består till största delen av jordbruksmark.
Genomsnittlig årsnederbörd är 743 millimeter. Den regnigaste månaden är juli, med i genomsnitt 227 mm nederbörd, och den torraste är januari, med 13 mm nederbörd.